# Wyrostek rzęskowy

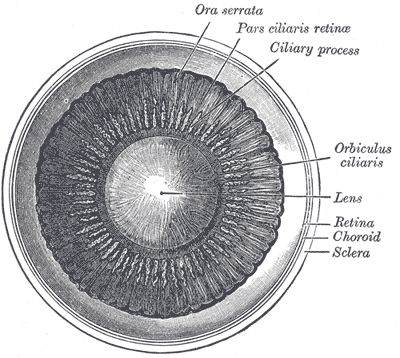
Przednia część gałki ocznej od strony tylnej z widocznym wyrostkiem rzęskowym (opisanym jako ciliary process)

Wyrostek rzęskowy (łac. processus ciliaris) – jeden z szeregu fałdów w gałce ocznej połączonych za pomocą więzadeł, na których zamocowana jest soczewka. 
W nabłonku wyrostków rzęskowych syntetyzowana jest ciecz wodnista, wypełniająca przednią i tylną komorę oka. Wyrostki są bogato unaczynione i unerwione. Wchodzą one w skład ciała rzęskowego.